# 貝林縣 (密西根州)
貝林县（英語：Berrien County）是美国密西根下半島西南角的一個縣下轄許多村，如加林（密西根州），西臨密歇根湖，南鄰印第安纳州，面積4,096平方公里（其中2,617平方公里為水面面積）。根據2020年美國人口普查，共有人口15萬4,316人。縣治聖約瑟。
郡政府成立於1856年2月25日，縣名紀念曾任聯邦參議員、美國司法部長的约翰·M·贝里恩（John Macpherson Berrien）。